# Microentreprise
Ne doit pas être confondu avec Micro-entrepreneur.
Au sens comptable, une microentreprise — ou très petite entreprise, TPE — est une entreprise de faible taille, employant moins de 11 salariés et produisant un chiffre d’affaires annuel limité. Ce type d'entreprise bénéficie généralement de régimes fiscaux adaptés. Ce sont des acteurs économiques importants dans certains pays (pays émergents en particulier) ou certains secteurs économiques. 

## La microentreprise

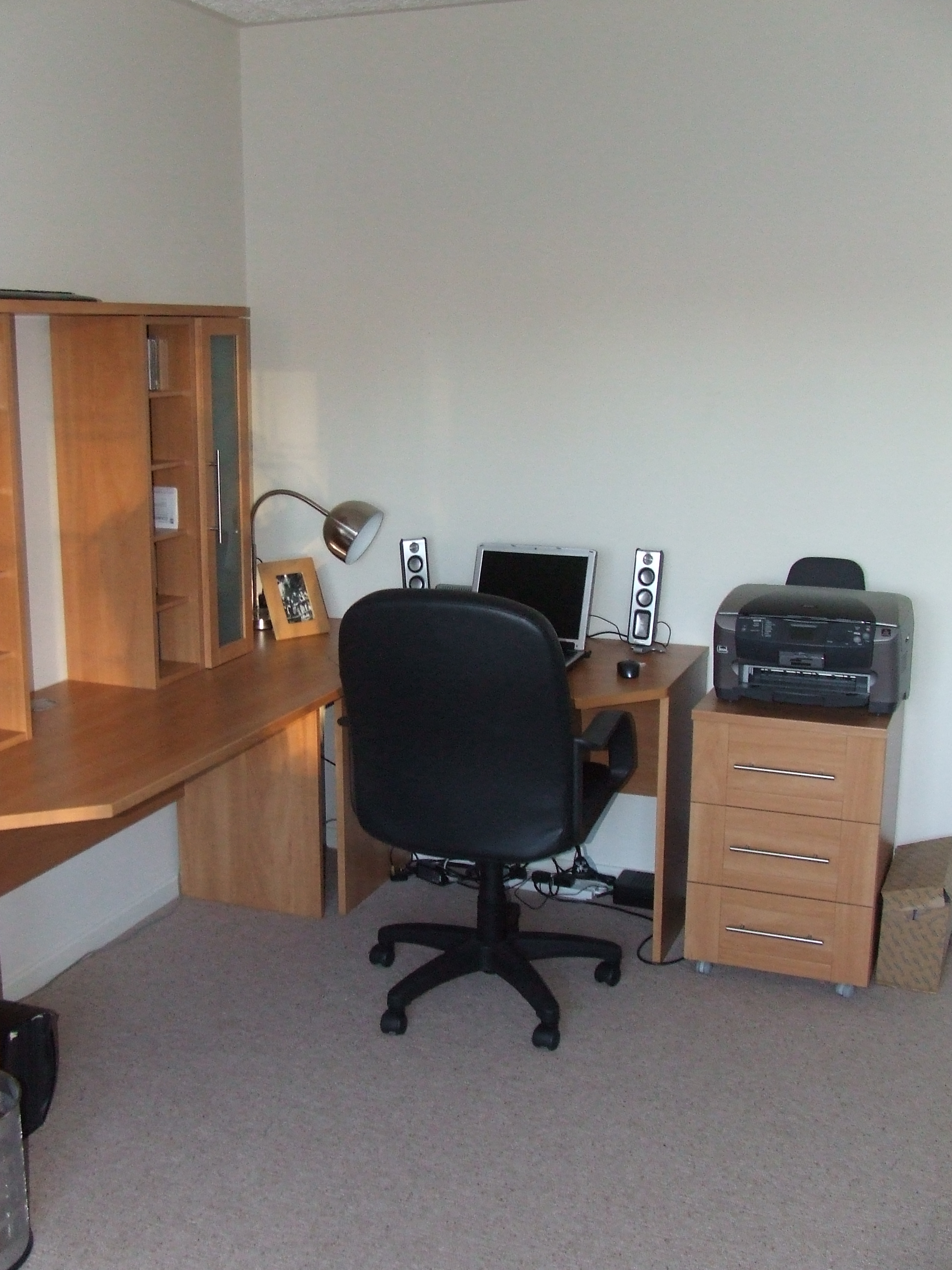
Exemple de bureau installé dans un domicile.

### Définition européenne (UE)
Selon la Commission européenne, les microentreprises sont des entreprises qui occupent moins de 10 personnes (Equivalent Temps Plein, salariés ou associés) et dont le chiffre d’affaires annuel ou le total du bilan n'excède pas deux millions d'euros.

### Définition statistique française
Pour l'Institut national de la statistique et des études économiques (Insee), les microentreprises se définissent comme étant « …une entreprise occupant moins de dix personnes, et qui a un chiffre d'affaires annuel ou un total de bilan n'excédant pas deux millions d'euros. »

### Les microentreprises en France
Si ce type d'entreprise est parfois appelé les « très petites entreprises (TPE) », la terminologie de « microentreprise » est la plus utilisée depuis la publication du décret du 18 décembre 2008. Ce décret met en application le règlement européen (CEE) du 15 mars 1993 et s'attache notamment à éclaircir la définition économique de l'entreprise.
Il élabore une définition basée selon trois caractéristiques :
- le nombre de salariés : doit être inférieur à onze ;
- le chiffre d'affaires : doit être inférieur à deux millions d'euros ;
- le total de bilan : doit être inférieur à deux millions d'euros.

## Microentreprise et micro-entreprise
Les microentreprises (écrit sans tiret) ne doivent pas être confondues avec les micro-entrepreneurs (avec un tiret), anciennement « auto-entrepreneurs », parfois appelés « micro-entreprises », qui sont, en France, un type d'entreprise individuelle, avec un régime fiscal et social spécifique.